# Björn Åstrand
Björn Olof Åstrand, född 13 februari 1962, är en svensk historiker och utredare.
Åstrand disputerade 2000 i historia vid Umeå universitet. Han har arbetat som universitetslektor vid Karlstads och Umeå universitet. Sedan augusti 2017 arbetar han heltid på Utbildningsdepartementet som utredare.
Han är ledamot i 2015 års skolkommission.
Åstrand presenterade 2018 en utredning med syfte att göra läraryrket mer attraktivt.
 I april 2020 blev Åstrand uppmärksammad i media i samband med utredningsresultatet där det fria skolvalet framhölls ha en segregerande konsekvens i det svenska skolsystemet.